# 1493
1493 је била проста година.

## Догађаји
- Јован Стефановић Бранковић (1465—1502) је наследио титулу српски деспот, о оца деспота Стефана Бранковића заједно са деспотом Ђорђем Бранковићем. Делио је деспотску титулу са братом Ђорђем, а од 1496. године, када се Ђорђе закалуђерио, сам је наставио да носи деспотску титулу. Држао је простране поседе у Срему и другим крајевима тадашње Краљевине Угарске.

### Март
- 15. март — Кристифор Колумбо је довео седам Индијанаца Аруак са Хаитија у Шпанију, што су били први становници Новог света који су крочили на Стари континент.

### Септембар
- 9. септембар — У Крбавској бици Турци поразили хрватске феудалце, што означава почетак распада Хрватског краљевства.
- 25. септембар — Кристифор Колумбо испловио из луке Кадиз на друго путовање у Нови свет.

## Рођења
- 11. новембар — Парацелзус, швајцарски алхемичар, физичар, астролог и окултиста.